# Momo le doyen
Pour plus de détails, voir Fiche technique et Distribution.
Momo le doyen  est un documentaire français réalisé par Laurent Chevallier, sorti en 2007.

## Synopsis
Le film fait le portrait de Momo Wandel Soumah.

## Fiche technique
- Titre : Momo le doyen
- Réalisation : Laurent Chevallier
- Production : Sombrero & Co
- Image : Laurent Chevallier
- Son : Erik Ménard
- Musique : Momo Wandel Soumah
- Montage : Matthieu Augustin
- Durée : 85 minutes
- Date de sortie : 25 avril 2007